# 66-й укреплённый район
66-й укреплённый район и Осовецкий укреплённый район — формирование войск укреплённых районов (воинская часть) и оборонительное сооружение (укреплённый район) РККА Вооружённых Сил Союза ССР, до и во время Великой Отечественной войны.
В служебных документах применялись сокращения для:
- формирования — 66 ур;
- сооружения — ОсУР, Осовецкий УР.

## История

### Сооружение
Строительство укреплённого района как фортификационного сооружения началось с лета 1940 года.
По фронту полоса обороны района составляла около 60 километров, глубиной в 5 — 6 километров, в зависимости от местности, с 8 узлами обороны. Планировалось строительство 594 оборонительных сооружений, к началу войны построено было 59, из них боеготовых было 35. Оборонительные сооружения района располагались от Мястково на левом фланге, затем на север до Кольно и на северо-восток до Граево. В систему обороны района входила Крепость Осовец.

### Формирование
Как воинская часть укрепрайон сформирован в Белорусском особом военном округе (БОВО) 4 июня 1941 года.
Гарнизон района к началу войны составляли штаб, восемь пулемётно-артиллерийских батальонов и четыре артиллерийские батареи. В составе укрепрайона были также две танковые роты, вооружённые танками Т-18 . Штаб района дислоцировался в Едвабне.
В действующей армии 66 ур с 22 июня 1941 года по 27 декабря 1941 года.
С 22 июня 1941 года вступил в бои вместе с войсками 1-го стрелкового корпуса, частью успевшими занять укрепления района. Повторил боевой путь корпуса: некоторые подразделения укреплённого района влились в состав 2-й и 8-й стрелковых дивизий.
С 26 июня 1941 года 66-й укрепрайон оставил Осовец под угрозой окружения и начал отход в направлении Белостока. Погиб в последних числах июня 1941 года.
66-й креплённый район расформирован 27 декабря 1941 года (но в составе РККА с 1 сентября 1941 года не значится).

#### Состав
- управление (штаб) района
- 13-й отдельный пулемётно-артиллерийский батальон (3-х ротного состава)
- 92-й отдельный пулемётно-артиллерийский батальон (4-х ротного состава)
- 95-й отдельный пулемётно-артиллерийский батальон (3-х ротного состава)
- 104-й отдельный пулемётно-артиллерийский батальон (3-х ротного состава)
- 109-й отдельный пулемётно-артиллерийский батальон (4-х ротного состава)
- 112-й отдельный пулемётно-артиллерийский батальон (4-х ротного состава)
- 119-й отдельный пулемётно-артиллерийский батальон (2-х ротного состава)
- 121-й отдельный пулемётно-артиллерийский батальон (2-х ротного состава)
- 65-я отдельная артиллерийская батарея
- 67-я отдельная артиллерийская батарея
- 70-я отдельная артиллерийская батарея
- 72-я отдельная артиллерийская батарея
- 17-я отдельная сапёрная рота
- 239-я отдельная рота связи [2]

#### В составе
| Дата               | Фронт (округ)                    | Армия      | Корпус (группа) | Примечания                                    |
| ------------------ | -------------------------------- | ---------- | --------------- | --------------------------------------------- |
| до 22.06.1941 года | Белорусский особый военный округ | -          | -               | -                                             |
| 22.06.1941 года    | Западный фронт                   | 10-я армия | -               | -                                             |
| 01.07.1941 года    | Западный фронт                   | 10-я армия | -               | -                                             |
| 10.07.1941 года    | Западный фронт                   | -          | -               | -                                             |
| 01.08.1941 года    | Западный фронт                   | -          | -               | в распоряжении главкома Западного направления |
| 01.09.1941 года    | Западный фронт                   | -          | -               | в распоряжении главкома Западного направления |

#### Коменданты района
- полковник Семён Николаевич Дралин
- генерал-майор Александров